# André Carvin
André Carvin, dit Calvin, né le 19 février 1767 à Marseille, mort le 21 janvier 1801 à La Volta, des suites de sa blessure reçut au passage du Mincio, est un général de brigade de la Révolution française.

## États de service
Il entre en service dans les chasseurs de Champagne le 28 décembre 1783 et il quitte le service le 25 mai 1792. Portefaix dans sa ville natale, il devint capitaine de la garde nationale, puis commandant en second du 1er bataillon de Marseille en juillet 1792. Il fait en cette qualité les campagnes de 1792 à 1796 à l'armée d'Italie et il est nommé chef de la 103e demi-brigade le 26 ventôse an IV (15 mars 1796). 
En septembre 1798 il est chargé de conduire le Pape de Rome à Sienne. C'est vers cette époque qu'il reprend le nom de Calvin qu'il portait aux chasseurs de Champagne, et qu'il devient, par suite de la réorganisation, surnuméraire à la 11e demi-brigade de ligne. Attaché à l'armée de Naples, il fait partie de la division Macdonald et attaque et culbute l'ennemi devant Calvi le 19 frimaire an VII (9 décembre 1798). Le 1er pluviôse an VII (20 janvier 1799), il est élevé au grade de général de brigade provisoire par Championnet et est confirmé le 27 pluviôse (15 février 1799). 
Le 9 brumaire an VIII (30 octobre 1799), il se distingue au combat de la Stura et est légèrement blessé. Employé dans le département du Vaucluse en mars 1800, il est attaché à l'armée de réserve (devenue armée d'Italie) le 4 prairial an VIII (24 mai 1800) et participe à la bataille de Marengo. Enfin, le 4 nivôse an IX (25 décembre 1800), il reçoit plusieurs blessures à la bataille de Pozzolo, au passage du Mincio, est transporté à La Volta et y succombe le 10 pluviôse (21 janvier 1801). 
Le 12, une veillée funèbre fut célébrée en son honneur à Bologne par la division Monnier à laquelle il appartenait.